# Skull and Bones Records
Skull and Bones Records ist ein 2005 gestartetes Musiklabel aus Alderley, das sich auf verschiedene Spielarten des Metal spezialisiert hat. Discogs zählt 50 Veröffentlichungen des Labels. Skull and Bones Records wird an mehreren Stellen in der Enzyklopädie Encyclopedia of Australian Heavy Metal von Brian Griffin namentlich erwähnt. Der aktuelle Status der Plattenfirma ist unbekannt.

## Künstler (Auswahl)
- Allay the Sea
- Bloodsport
- Coma Lies
- Cross the Lips of Grace
- Falling from Dying Hands
- Hiroshima Will Burn
- Loyal to the Grave
- A Night in Texas
- Resist the Thought
- Saviour
- A Secret Death
- Signal the Firing Squad
- State of East London
- Thy Art Is Murder
- The Ailment
- The Amity Affliction
- Widow the Sea
- Wish for Wings